# Puente Libertador General San Martín
Die Puente Libertador General San Martín ist eine internationale mautpflichtige Straßenbrücke in Südamerika.
Sie führt über den Río Uruguay und verbindet die argentinischen Stadt Gualeguaychú über Puerto Unzué mit der uruguayischen Stadt Fray Bentos. Von Gualeguaychú führt die Ruta Nacional 136 auf die Brücke, auf uruguayischer Seite eine Abzweigung von der Ruta 2 südöstlich von Fray Bentos.

## Daten
Die Brücke ist 45 Meter hoch und unter Einbeziehung der Zufahrten 5366 Meter lang (3408 Meter ohne die Zufahrten), wovon 4220 m auf argentinischer Seite und 1146 m auf uruguayischem Gebiet liegen. Die Hauptbrücke hat drei Öffnungen mit Spannweiten von jeweils 145 Metern bei den Seitenfeldern sowie 220 Meter bei dem mittleren Feld und wurde als Spannbetonbalken mit einem gevouteten Hohlkastenquerschnitt im Freivorbau hergestellt.

## Geschichte
Die Planungen zum Projekt des Brückenbaus begannen bereits am 23. November Jahr 1960, als die binationale Kommission Comisión Técnica Mixta del Puente entre la Argentina y el Uruguay (COMPAU) gegründet wurde. Durch diese wurde schließlich die Auswahl des heutigen Standortes für den Brückenbau festgelegt. Dies wurde am 30. Mai 1967 im Rahmen eines Abkommens zwischen den beiden Staaten Argentinien und Uruguay fixiert, das zunächst in Buenos Aires unterzeichnet und schließlich am 17. Oktober 1967 in Montevideo ratifiziert wurde. 1972 wurde dann mit dem Bau durch das Consorcio Puente Internacional (COPUI) begonnen, nachdem der diesbezügliche Vertrag am 23. August 1972 unterschrieben worden war. Finanziert wurde der Bau teilweise durch Kredite der Banco Interamericano de Desarrollo (BID). Die Kosten wurden zunächst auf 21,7 Millionen US-Dollar veranschlagt und später nach oben korrigiert. Am 16. September 1976 fand schließlich die Einweihung des Bauwerks statt. 
Der Name der Brücke ist auf den Unabhängigkeitskämpfer José de San Martín zurückzuführen.